# The Fog
The Fog is een Amerikaanse horror-mystery-film uit 1980 onder regie van John Carpenter, die hiertoe werd geïnspireerd door The Trollenberg Terror uit 1958. De productie werd genomineerd voor Saturn Awards in zowel de categorie 'beste horrorfilm' als in die voor 'beste speciale effecten'. Dennis Etchison publiceerde datzelfde jaar een romantisering van de film. Er verscheen in 2005 een nieuwe versie met dezelfde titel.

## Verhaal
Een oude schipper vertelt aan een groep kinderen een verhaal op het strand. Bij de stichting van het plaatsje Antonio Bay exact 100 jaar geleden, zou er een schip tijdens een plotseling opkomende dichte mist op de klippen zijn gelopen. Het werd gelokt door een licht waarvan de bemanning dacht dat het een kampvuur was. In plaats daarvan misleidde de mist ze, brak de boot in tweeën en alle opvarenden verdronken. Daarop verdween de mist en werd ze nooit meer gezien. Volgens plaatselijk bijgeloof keert de vreemde dichte mist ooit terug. Wanneer het zover is, zouden de dode zeemannen opstaan uit hun zeemansgraf om dood en verderf te zaaien in het stadje.
Wanneer de klok middernacht slaat, breekt het exacte 100-jarig jubileum van het stadje aan. Daarop wordt de baai gehuld in precies de dichte, lichtgevende mist uit het zeemansverhaal. Op zee zien drie mannen ineens een oud schip varen, met schimmige figuren aan boord. Ze zijn op weg naar het stadje. Hun eerste slachtoffers zijn de drie mannen, die op het moment dat de mist ze omhult met vissershaken worden afgeslacht. De radiopresentatrice van het lokale station Stevie Wayne merkt dat er vreemde dingen gebeuren in het stadje en ziet vanuit haar studio de vreemde mist over het land trekken. Zij probeert in haar programma de plaatselijke bevolking te waarschuwen vooral uit de mist te blijven.

## Rolverdeling
| Acteur               | Personage        |
| -------------------- | ---------------- |
| Adrienne Barbeau     | Stevie Wayne     |
| Jamie Lee Curtis     | Elizabeth Solley |
| Janet Leigh          | Kathy Williams   |
| John Houseman        | Mr. Machen       |
| Tom Atkins           | Nick Castle      |
| James Canning        | Dick Baxter      |
| Charles Cyphers      | Dan O'Bannon     |
| Nancy Kyes           | Sandy Fadel      |
| Ty Mitchell          | Andy             |
| Hal Holbrook         | Vader Malone     |
| John F. Goff         | Al Williams      |
| George 'Buck' Flower | Tommy Wallace    |
| Regina Waldon        | Mrs. Kobritz     |